# ماريك سوخي
ماريك سوتشي (بالتشيكية: Marek Suchý)‏ (مواليد 29 مارس 1988 في براغ، تشيكوسلوفاكيا) لاعب كرة قدم تشيكي يجيد اللعب في مركز قلب الدفاع ويلعب حاليا في سبارتاك موسكو الروسي منذ 2010.

## مسيرته الكروية
لعب ماريك سوخي خلال مسيرته الاحترافية مع 4 أندية في سبعة عشر موسمًا وسجل خلالها 17 هدفًا ضمن 363 مباراة. حيث فاز في موسمين بالكأس وفي ستة مواسم بالدوري.
خاض ماريك سوخي مسيرته مع نادي سلافيا براغ في موسم 2004–05 ليلعب معه ستة مواسم، مشاركًا في 109 مباراة سجل خلالها هدفًا واحدًا. ثم انتقل إلى نادي سبارتاك موسكو في موسم 2010 ليلعب معه أربعة مواسم، حيث شارك في 84 مباراة سجل خلالها 5 أهداف. لينتقل بعدها إلى نادي بازل في موسم 2013–14 ليلعب معه ستة مواسم، مشاركًا في 163 مباراة سجل خلالها 11 هدفًا. ثم انتقل إلى نادي آوغسبورغ في موسم 2019–20 لمدة موسم واحد، مشاركًا في 7 مباريات ولم يسجل أي هدف.

## روابط خارجية
- ماريك سوخي على موقع الاتحاد الدولي (مؤرشف)  (الإنجليزية)
- ماريك سوخي على موقع الاتحاد الأوربي (الإنجليزية)
- ماريك سوخي على موقع الاتحاد التشيكي (الإنجليزية)
- ماريك سوخي على موقع قاعدة بيانات كرة القدم.إي يو (الإنجليزية)
- ماريك سوخي على موقع ناشيونال فوتبول تيمز (الإنجليزية)
- ماريك سوخي على موقع Soccerway.com (الإنجليزية)
- ماريك سوخي على موقع عالم كرة القدم.نت (الإنجليزية)
- ماريك سوخي على موقع AS.com (الإسبانية)